# David Carnegie, III conte di Northesk
David Carnegie (novembre 1643 – 3 ottobre 1688) è stato un nobile scozzese.

Stemma Northesk

Nacque da David Carnegie, II conte di Northesk e da Lady Jean Maule, figlia di Patrick Maule, I conte di Panmure, nel novembre 1643.
Sposò Elizabeth Lindsay, figlia di John Lindsay, XVII conte di Crawford e Lady Margaret Hamilton, il 2 settembre 1669 ed ebbe cinque figli
- Lady Margaret Carnegie (morta il 29 novembre 1698)
- Lady Christian Carnegie (morta il 25 maggio 1744), che sposò il I duca di Montrose
- David Carnegie, IV conte di Northesk (circa 1685 – 14 gennaio 1729)

children
- Lady Anna Carnegie (morta in giovane età)
- Lady Jean Carnegie (morta in giovane età)

Morì il 3 ottobre 1688.